# Grupo finito
Em matemática e álgebra abstrata, um grupo finito é um  grupo cujo conjunto subjacente G tem finitamente muitos elementos. Durante o século XX, os matemáticos investigaram alguns aspectos da teoria dos grupos finitos em grande profundidade, especialmente a teoria local dos grupos finitos, a teoria dos grupos solúveis e grupos nilpotentes.

As permutações de um Cubo de Rubik tem uma estrutura de grupo; o grupo é um conceito fundamental em álgebra abstrata e na Teoria dos grupos.

A determinação completa da estrutura de todos os grupos finitos é demais para ter a esperança de encontrar todas as estruturas possíveis. No entanto, a classificação dos grupos simples finitos foi conseguida, o que significa que as bases de construção a partir do qual concluímos que todos os grupos finitos que podem ser construídos são agora conhecidos, uma vez que cada grupo finito tem uma composição de série.
Durante a segunda metade do século XX, os matemáticos como Claude Chevalley e Robert Steinberg também aumentaram a compreensão de análogos finitos de grupos clássicos, e de outros grupos relacionados. Uma família das família de grupos é a dos grupos gerais lineares sobre corpo finito. Grupos finitos ocorrem frequentemente quando se considera a simetria dos objetos matemáticos ou físicos, quando esses objetos admitem apenas um número finito de estrutura de preservação de transformações. A teoria de grupos de Lie, que pode ser vista como lidando com simetria contínua, é fortemente influenciada pelos grupos de Weyl associados. Estes são grupos finitos gerados por reflexões que atuam em um espaço euclidiano de dimensão finita. As propriedades de grupos finitos podem assim desempenhar um papel em matérias como física teórica e química.